# Market Weighton
Market Weighton ist eine Kleinstadt in der englischen Unitary Authority East Riding of Yorkshire. Sie befindet sich auf halber Strecke zwischen Kingston upon Hull und York in den Yorkshire Wolds. Market Weighton besaß bei der Volkszählung im Jahre 2001 5.212 Einwohner.
Die Arras-Kultur hat ihren Namen nach einem im 19. Jahrhundert entdeckten Gräberfeld auf der Arras Farm, vier Meilen östlich von Market Weighton. Im Domesday Book wurde der Ort als "Wicstun" aufgeführt, der im Jahre 1251 das Marktrecht erhielt. Die Stadt ist überwiegend landwirtschaftlich geprägt.

## Verkehr
Die Stadt befindet sich an der A1079 (zwischen York und Hull) sowie etwas abseits der A614 (zwischen Goole und Bridlington). Bei Goole erhält man auch Anschluss an das Autobahnnetz Englands (M62).
Market Weighton befand sich einst auch am Schnittpunkt zweier Bahnlinien. Die eine Strecke führte von York nach Beverley, die zweite von Selby nach Driffield. Der letzte Zug passierte am 27. November 1965 den Bahnhof der Stadt, danach wurde er geschlossen. 1979 wurde schließlich das Bahnhofsgebäude abgerissen. Über die früheren Gleisbetten führen heute größtenteils Wirtschaftswege. East Yorkshire Motor Services bietet heute Busverbindungen in die umliegenden Städte Beverley, Hull, Pocklington und York an.
Im März 1991 wurde eine drei Meilen lange Umgehungsstraße eröffnet, welche die A1079 südlich um das bebaute Gebiet herumführt und insgesamt £5.100.000 kostete.